# Jeremy Dawson
Jeremy Dawson é um produtor de cinema estadunidense. Foi indicado ao Oscar de melhor filme na edição de 2015 pela realização de The Grand Budapest Hotel, ao lado de Wes Anderson, Scott Rudin e Steven M. Rales.

## Prêmios e indicações
- Indicado: Oscar de melhor filme - The Grand Budapest Hotel (2014)